# ديفيد زينك يي
ديفيد زينك يي (بالإسبانية: David Zink Yi)‏ هو فنان بيروفي، ولد في 1973 في ليما في بيرو.